# Melanie Klein
Melanie Klein, nascuda Melanie Reizes (Viena, 30 de març de 1882 – Londres, 22 de setembre de 1960) va ser una psicoanalista britànica d'origen austríac creadora d'una teoria del funcionament psíquic. Va desenvolupar teories sobre el desenvolupament infantil des de la teoria psicoanalítica i va fundar l'escola anglesa de psicoanàlisi.

## Biografia
Melanie Reizes va nàixer el 30 de març del 1882 a Viena. El seu pare, Moriz Reizes, pertanyia a una senzilla família jueva molt religiosa i resident a Lemberg. Moriz Reizes estava destinat a ser rabí i a casar-se amb una jove elegida pels seus pares, que no coneixia fins al dia del casament. Era un home culte i poliglota, que parlava deu llengües. Però va seguir la carrera de medicina, amb la qual cosa va trencar amb la tradició ortodoxa de la família. Va començar l'exercici de la seua professió i, als 37 anys, es divorcià de la seua primera esposa. Lemberg en aquella època formava part de l'Imperi Austrohongarès (l'actual Lviv a Ucraïna). En aquell moment era una ciutat cosmopolita i s'hi solien parlar moltes llengües: ucraïnès, polonès, ídix, rus i alemany i romanès.
Tres anys després Libussa Deutsch va conèixer a Viena Moriz, que era molt més gran. Pertanyia a una família culta, en la qual tant el pare com l'avi eren rabins. Libussa i Moriz es van casar el 1875 i s'establiren a Deutsch-Krentz. El 1876 va nàixer llur primera filla, Emilie, el 1877, Emanuel i l'any següent, Sidonie.
Uns anys després, la família es traslladà a Viena, on va nàixer Melanie l'any 1882. Moriz es dedicà a l'odontologia i Libussa Deutsch obrí una botiga de plantes, al qual dedicà gran part del seu temps fins al 1907. El 1886 va morir Sidonie a l'edat de vuit anys, d'escròfula (una variant de la tuberculosi), quan Melanie només tenia quatre anys. Sidonie ja l'havia iniciat en la lectura i en les matemàtiques.
El seu germà Emanuel va aidar Melanie quan als catorze anys va decidir estudiar medicina, i la va preparar per a ingressar a l'Akademisches Gymnasium de Viena. Als disset anys Melanie Reizes es va comprometre amb Arthur Stevan Klein, un químic industrial de 21 anys, amic de son germà. En aquesta època va abandonar la idea d'estudiar medicina i assistí a cursos d'història i d'art a la Universitat de Viena.
A principis del segle xx morí son pare, Moriz Reizes, i al final de l'any 1900 es va casar amb el metge Leo Pick. El desembre del 1902, Emanuel, el seu altre germà, que feia anys que estava malalt de febre reumàtica, també morí a Gènova. La relació amb la seua germana menuda era molt estreta i complexa. Sa germana Emilie va morir a Londres l'any 1940.
Melanie es va casar amb Klein el 31 de març del 1903, amb 21 anys acabats de complir, i d'aleshores ençà, com era de costum en aquesta època va canviar el cognom. El matrimoni s'establí a Rosenberg, aleshores a Hongria, avui Ružomberok a Eslovàquia. L'any següent va nàixer la seua filla, Melitta. El 1906 va nàixer Hans. Un any després es traslladaren a Kappitz, un xicotet poble, per requisits de la feina d'Arthur. Melanie va ser afectada per un fort i perllongat estat depressiu, gràcies al qual el seu marit Arthur va obtenir un trasllat a Budapest el 1910.
El 1912 va començar la seva psicoanalisi amb Sándor Ferenczi. A la fi de 1914 va morir la seva mare Libussa que tenia una forta influència sobre la seua filla. Aquest fet la va deprimir encara més. Un temps després, tant Ferenczi com el marit de Melanie, Arthur Klein, es van enrolar en l'exèrcit austrohongarès. El 1916 Arthur tornà com a invàlid de guerra, ferit d'una cama. El matrimoni enfrontà greus dificultats.
El 1921 Melanie i Arthur es van divorciar.

### Conversió a la psicoanàlisi
El 1918, va assistir al 5è Congrés Psicoanalític Internacional, presidit per Ferenczi, i en el qual Freud va llegir Lines of Advances in Psychoanalytic Therapy. Aquest congrés realitzat en temps de guerra va impressionar Klein i va enfortir el meu afany de dedicar-se a la psicoanàlisi. Ferenczi l'assignà com a assistent d'Anton von Freund que la va encarregar d'organitzar l'ensenyament de la psicoanàlisi dins la Societat d'Investigació Infantil. El juliol del 1919 Klein va exposar el seu primer treball de recerca: Der Familieroman in statu nascendi, gràcies al qual fou acceptada com a membre de la Societat Psicoanalítica Hongaresa, que estava en un període d'intensa activitat sota la presidència de Ferenczi.
En poc de temps, la posició dels professionals jueus residents a Budapest es veié realment afectada per la situació política de la dissolució de l'Imperi Austrohongarès. Arthur Klein no va poder continuar treballant-hi i es va traslladar a Suècia, i posteriorment va obtenir la ciutadania sueca.
Melanie Klein es traslladà amb els seus fills a Eslovàquia i s'instal·là allà durant un any, a casa dels seus sogres. Melanie va assistir el 1920 al 6è Congrés Psicoanalític Internacional, a La Haia. Allà va conèixer Hermine von Hug-Hellmuth, una vienesa pionera en la psicoanàlisi infantil, que va llegir el seu treball sobre la tècnica de l'anàlisi infantil. El 1922 Klein esdevé membre associat de l'Associació Psicoanalítica de Berlín i l'any següent membre de ple dret.
Aquest període és summament productiu, i exposà per primera vegada davant un congrés el seu treball La tècnica de l'anàlisi de nens petits, al 8è Congrés de Psicoanàlisi Internacional a Salzburg. És també durant el 1924 que presentà davant la Societat de Viena el treball Psychological Principles of Infant Analysis i, a final d'aquest any va presentar el cas de la neurosi obsessiva d'una nena de sis anys (Erna) a la Primera Conferència de Psicoanalistes Alemanys, a Würzburg.
Coneix Alix Strachey, una psicoanalista britànica, la qual s'interessà en les seues teories i col·laborà a traduir a l'anglès alguns dels seus escrits. És a través del seu espòs, James Strachey, que els treballs de Klein arriben a la British Psychoanalytical Society. La possibilitat de l'anàlisi d'infants hi era debatuda amb molt d'interès. Al juliol del 1925, Klein va donar sis conferències a Londres durant tres mesos, convidada per E. Jones. Fou ben rebuda i, entre d'altres, va conèixer Susan Isaacs. Abraham ja era malalt i havia suspès el treball per un període indeterminat.
La mort d'Abraham va revifar notòriament l'oposició contra les teories de Klein a la Societat de Pisconanalisi de Berlín. Un altre fet divers va pertorbar els adeptes de la psicoanalisi. La psicoanalista Hermine Hug-Hellmuth, havia educat el seu nebot Rudolf, i en va profitar per psicoanalitzar-lo. Amb divuit anys, Rudolf la va assassinar i al plet va retreure aquesta pràctica. Des de Freud, a les cercles psicoanalítiques era moneda corrent d'analitzar els parents i pròxims i de fer servir anècdotes familars com a proves de les teories. Una pràctica que no correspon a les normes deontològiques actuals. Melanie Klein també va fer servir els seus fills com a «material analític». El succés amb Hermine Hug-Hellmuth també va repercutir en la valoració de les teories de Klein.
Finalment Klein va deixar Berlín i el setembre del 1926 se'n va anar a Anglaterra, convidada per Ernest Jones durant un any, a fi d'analitzar els seus fills i la seva esposa. Erich aviat va tornar amb sa mare a Londres, Hans estava sota la custòdia del seu pare mentre feia els estudis a Berlín. Melitta s'havia casat amb el metge Walter Schmideberg i estudiava a la Universitat de Berlín. Jones, president de la Societat Britànica s'interessava en l'aplicació del psicoanàlisi de nens des del 1920.
Al març del 1927 Anna Freud parlà de la tècnica de l'anàlisi infantil davant la Societat de Berlín, en clara oposició a Klein. La contribució escrita enviada per aquesta, que encara pertanyia a aquesta Societat, no es feu circular. Anna Freud publicà Einführung in die Technik der Kinderanalyse («Introducció a la tècnica d'anàlisi de nens»).
Al maig del mateix any Jones organitzà un simposi sobre anàlisi infantil entre els membres de la British Psychoanalytical Society (BPS - «Associació britànica de psicoanàlisi»). Hi havia molta tensió entre els seguidors de Freud i els de Jones. Del 4 al 18 de maig del 1927 va tenir lloc el simposi, en el qual s'exposaren els principals temes de la polèmica entre el grup britànic i el vienès. Aquest esdeveniment pot considerar-se fundacional respecte a l'extensió del camp de la psicoanàlisi als nens. Aviat
El 2 d'octubre d'aquest any Klein és triada membre plenari de la BPS. El període 1928-39 és el més productiu en la vida de M. Klein. El 1930 Melitta, ja graduada, es radicà a Londres i va ser molt activa a la BPS. Convivia amb la seua mare fins que Jones aconseguí que Schmiedeberg entrés a Anglaterra dos anys més tard.
Al 12è Congrés Internacional de Psicoanàlisi, a Wiesbaden, l'últim realitzat a Alemanya abans de la Segona Guerra Mundial Klein no va assistir. Això va evitar-li enfrontaments amb Ferenczi, que donava suport a l'escola vienesa. Ferenczi va morir el 1933 i aquest any va marcar el començament d'una època difícil en la vida de Klein. La seva filla Melitta esdevé membre de ple dret de la Societat i començà una anàlisi amb E. Glover.
A l'abril del 1934 morí el segon fill de Klein, Hans, en un accident. Això la va afectar molt. En aquest any es nacionalitzà anglesa. El 1935 s'inicien les conferències d'intercanvi entre Londres i Viena. Anna Freud publicà Das Ich und die Abwehrmechanismen. En aquesta època començà el període de cinc anys en què Donald Winnicott supervisà Klein.
El 1937 va publicar el llire Seelische Urkonflikte: Liebe, Hass und Schuldgefühl. («Conflictes piscològis originals: Amor, odi i sentiment de culpabilitat») amb Joan Riviere. En aquesta època nasqué Michel, el seu primer net, fill d'Erich i de la seva esposa Judy (Diana naixeria el 1942). Eric va americanitzar el seu cognom per Clyne.
La preguerra intensificà les dificultats dels analistes continentals i incrementà l'èxode, començat el 1933 després de l'incendi del Reichstag. Se'n van principalment cap a Anglaterra. La British Psychoanalytical Society i E Jones especialment s'ocuparen intensament de la situació dels analistes continentals; que el 1938 constituïen un terç dels membres de l'associació.
L'11 de març del 1938 Alemanya envaí Àustria, el 6 de juny Freud arribà a Londres. En una carta de benvinguda Klein va proposar una trobada i Freud va respondre positivament, però mai no es van trobar. El 3 de setembre del 1939 es va declarar la guerra i vint dies després Freud va morir. Klein va anar a Cambridge amb Susan Isaacs i l'any següent es va instal·lar a Pitlochry, on tingué lloc l'anàlisi de «Richard» el 1941.
En aquest període Jones es retirà al camp i E. Glover passà a ocupar el primer lloc de la Societat Britànica. El setembre del 1941 Klein tornà a Londres. A les polèmiques amb relació a punts de la teoria se sumaven discussions amb relació a les condicions de formació i al maneig polític de la Societat.
En la reunió anual del 29 de juliol del 1942 s'acordà realitzar una trobada mensual dedicada a la discussió de les diferències científiques i es formà una comissió per a armar el programa: Glover, Brierly i J. Strachey.
Les reunions començaren l'octubre d'aquell any i s'estengueren al llarg de dos anys, se les coneix com les Controvèrsies.
Klein exposà la seva última contribució a les Controvèrsies l'1 de març del 1944: The Emotional Life and Ego-Development of the Infant with Special Reference to the Depressive Position En aquest moment Glover ja havia renunciat i poc després Melitta se'n va anar a viura als Estats Units, on es va dedicar a tractar delinqüents i toxicòmans. No tornarà a veure's amb la seva mare fins al 16è Congrés Psicoanalític Internacional, a Zuric, el 1949. En aquesta ocasió no es van parlar; de fet mai es va reconciliar, encara que hi ha diversos indicis del profund dolor que això ocasionà a Klein.
En aquest congrés es van manifestar les tensions entre les diferents branques del moviment. Els analistes nord-americans van profitar el seu pes i reemplaçar Jones a la presidència de l'Associació Psicoanalítica Internacional (IPA) pel psiquiatre Leo Bartemeier. Klein va viure això com un triomf de l'annafreudisme. S'hi va trobar amb Jacques Lacan, les teories del qual no l'interavessen però sí el seu suport per a la difusió de les seves idees a França. Van convenir que Lacan traduiria Die Psychoanalyse des Kindes («La psicoanàlisi del nen») al francès però no l'ha fet.

### Unes idees de Klein
Melanie Klein concep el desenvolupament personal com a enriquiment de la personalitat que es refereix a la superació d'etapes primerenques de la infantesa (que poden tornar a sorgir en la vida adulta), la superació dels conflictes que aquestes etapes comporten, com l'ansietat, la culpa, l'enveja i l'assoliment de la gratitud, aconseguir l'equilibri amb el món psíquic intern i el món extern, i desenvolupar la capacitat de gaudir de les coses i portar relacions gratificants d'amor amb els altres. D'aquestes idees va sortir una batalla a la Societat Britànica de Psicoanalisi entre els seguidors de Klein i els analistes «ortodoxos» que la van considerar com a una herètica.
Dos estadis primerencs serien de major importància. El primer seria la posició esquizo-paranoide que es desenvoluparia durant els primers 3 a 4 mesos de vida. Segons Klein els éssers humans tenen dos instints bàsics, el de vida o amor i el de mort o odi, a causa de la lluita que es produeix entre aquests dos instints i el sentiment d'ansietat persecutòria que es produeix en el nadó, producte de la por que aquest impuls agressiu li causi mal, el nen duu a terme processos d'escissió, en què l'odi i l'ansietat es projecten cap al primer objecte de relació que posseeix, que és el pit de la mare, que passaria a ser el pit dolent, i els sentiments d'amor es projecten en el pit gratificador bo.
Després d'aquesta projecció, el pit bo i el dolent serien introduïts en la psique del nadó, per la qual cosa el jo està molt poc integrat, perquè posseeix continguts separats. Aquesta projecció i posterior introjecció col·laboren al fet que l'ansietat persecutòria vagi disminuint, perquè el nen se sent més segur amb un pit bo que l'empari, però alhora té un pit dolent, que el persegueix i persisteix la por a l'anihilació del jo.
 D'aquesta intereacció entre els 4 - 6 mesos es van integrant els impulsos, i la mare ja no és vista en forma escindida, sinó que s'incorpora com un objecte total, i es passa passaria a la posició que Klein denomina depressiva, en la qual a causa d'aquesta integració de l'objecte i el jo s'experimenta culpa, perquè el nen sent que l'objecte estimat ha estat danyat pels seus propis impulsos agressius; i per la qual cosa prova de reparar l'objecte danyat.

## Crítica
Les teories de Klein, com totes les teories psicoanalítiques són difícils per provar científicament. Quan hi ha controvèrsia, els adeptes d'una teoria nova creen una escola, i els altres continuen la seva escola, cadascú amb els seus seguidors i oponents, com s'ha demostrat amb la discussió entre Anna Freud i Klein. N'és un exemple el cisma en tres camps adversaris de la British Psychoanalytical Society, s'assembla més a una discussió teològica que a una dissensió entre científics. Ningú feia concessions i la fi eren tres grups: els annafreudians, els kleinians i els «independents», també anomenats neutrals. No hi ha cap mètode racional que pogués resoldre les discussions bizantines entre els seguidors de Sigmund Freud, Otto Rank, Alfred Adler, Jacques Lacan, Daniel Winnicot, Anna Freud, Melanie Klein i molts altres. Cada escola persisteix en el seu camí, troba confirmacions de les seves teories i semblen incapaços de veure els fenòmens observats pels adversaris. En la ciència, generalment una teoria anterior s'abandona a poc a poc, quan noves proves recolzen la teoria nova, i que la teoria anterior esdevé obsoleta, com passa amb el terraplanisme i la cosmologia bíblica. En la psicoanalisi, les escoles i les teories es juxtaposen i sempre continuen les discussions entre qui té l'ortodoxia. Klein i els seus seguidors es consideraven i consideren com a «ortodoxos» i lleials a Freud, tot i obviar que la idea d'ortodoxia no cap en la idea mateixa de ciència.